# İlyas Çakmak
İlyas Çakmak (* 14. Juli 1988 in Menemen) ist ein türkischer Fußballspieler in Diensten von Altay Izmir.

## Karriere

### Vereinskarriere
İlyas Çakmak begann mit dem Vereinsfußball in der Jugend von Metaspor und wechselte 2003 in die Jugend von Çanakkale Dardanelspor. Bereits als Amateurfußballer nahm er am Training der Profis teil und debütierte für diese am 13. August 2006 in einem Ligaspiel gegen Sarıyer SK.
Zum Sommer 2007 erhielt er einen Profivertrag und wurde sofort für eine Spielzeit an den Viertligisten Bursa Merinosspor ausgeliehen. Eine Spielzeit später kehrte er zu Dardanelspor zurück und spielte auf Anhieb in der Startformation.
Zur Spielzeit 2010/11 verließ er seinen Verein und wechselte zum Zweitligisten Çaykur Rizespor. Obwohl er sich der ersten Spielzeit keinen Stammplatz erkämpfen konnte, kam er als Ergänzungsspieler zu regelmäßigen Einsätzen. Die Rückrunde der Spielzeit 2011/12 verbrachte er beim Drittligisten Adana Demirspor. Mit dieser Mannschaft schaffte man es über die Relegation der TFF 2. Lig den indirekten Aufstieg in die TFF 1. Lig. Im Relegationsfinale gegen Fethiyespor gelang Çakmak in der 80. Minute der Treffer zum entscheidenden 2:0.
Zum Saisonende kehrte er zwar zu Çaykur Rizespor zurück, wurde aber auf die Liste der Spieler gesetzt die den Verein ablösefrei verlassen konnten. Weil er bis zum Ende der Sommertransferperiode 2012 keinen Verein finden konnte, blieb er letztendlich doch bei Rizespor. Für Rückrunde der Spielzeit 2012/13 wurde er an den Drittligisten Balıkesirspor ausgeliehen.
Im Sommer 2013 wurde er an den Drittligisten Göztepe Izmir ausgeliehen. Zur Rückrunde wurde sein Vertrag mit Göztepe aufgelöst und er für den Rest der Saison an Yeni Malatyaspor ausgeliehen. Für die Saison 2014/14 lieh ihn sein Verein an Altay Izmir aus.
Auch bei Altay verweilte Çakmak nur eine halbe Spielzeit und spielte nachfolgende für die Dauer einer halbe Saison für die Drittligavereine Pendikspor, Gümüşhanespor und Üsküdar Anadolu 1908 SK.
Zur Saison 2016/17 heuerte er beim Drittligisten Bucaspor an. Nachdem er in seine ersten Saison mit 3 Toren in 20 Ligaspielen eher unauffällig geblieben war, wurde er in der Saison 2017/18 mit 28 Toren in 33 Ligaspielen Torschützenkönig der Liga. Da sein Verein aber den Klassenerhalt verfehlte, wechselte Çakmak im Sommer 2018 zum Drittligisten Sakaryaspor.

### Nationalmannschaft
Çakmak spielte 2006 einmal für die türkische U-18-Nationalmannschaft.

## Erfolge
Mit Adana Demirspor
- Playoff-Sieger der TFF 2. Lig und Aufstieg in die TFF 1. Lig: 2011/12

Mit Balıkesirspor
- Meister der TFF 2. Lig und Aufstieg in die TFF 1. Lig: 2012/13

Individuell
- Torschützenkönig der TFF 2. Lig: 2017/18